# Anticomunismo

Logo anticomunista

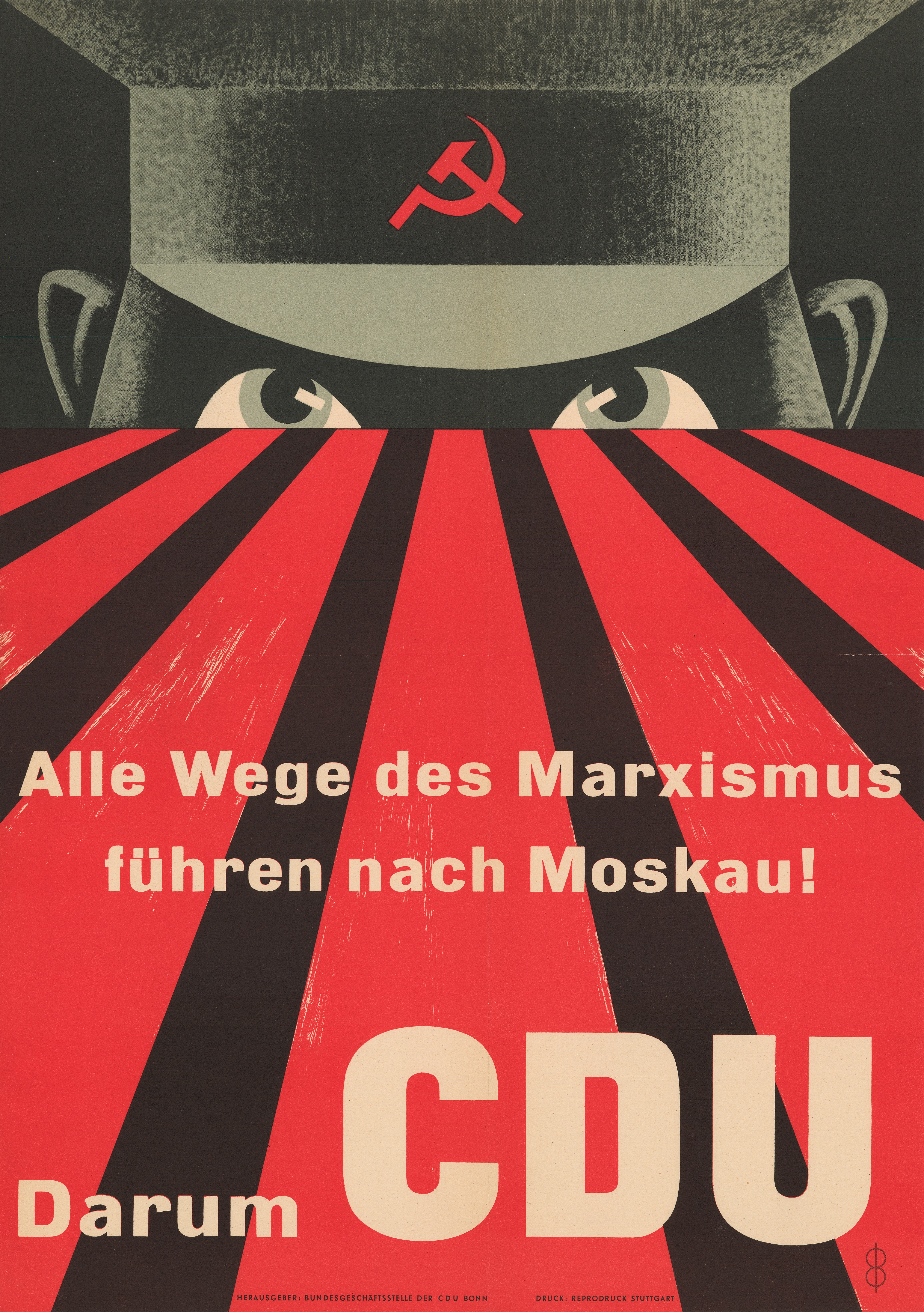
Propaganda anticomunista en Alemania Occidental en 1953: "¡Todos los caminos del marxismo conducen a Moscú! Por lo tanto, CDU"

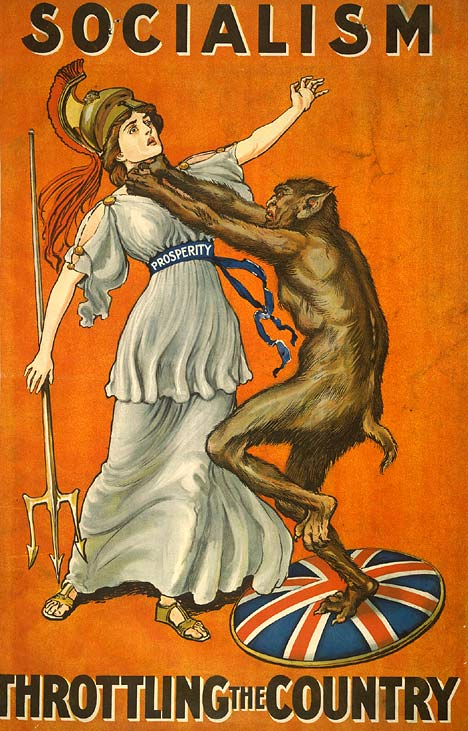
Cartel del Partido Conservador en 1909, en la que el socialismo está representado por la bestia que ahoga a Britania.

El anticomunismo es la oposición política e ideológica al comunismo. El anticomunismo organizado se desarrolló después de la Revolución de Octubre de 1917 en Rusia y alcanzó dimensiones globales durante la Guerra Fría, cuando Estados Unidos y la Unión Soviética entablaron una intensa rivalidad. El anticomunismo ha sido un elemento de movimientos que ocupan muchas posiciones políticas diferentes, incluido el conservadurismo, el fascismo, el liberalismo, el nacionalismo, la socialdemocracia y el libertarismo. El anticomunismo también se ha expresado en la filosofía, en varios grupos religiosos y en la literatura. El anticomunismo también ha sido prominente entre los movimientos que se resisten al gobierno comunista.
La segunda organización que se dedicó específicamente a oponerse al comunismo fue el movimiento Blanco Ruso que luchó en la guerra civil rusa a partir de 1918 contra el gobierno bolchevique recientemente establecido. El movimiento blanco fue apoyado militarmente por varios gobiernos extranjeros aliados, lo que representó la primera instancia del anticomunismo como política gubernamental. Sin embargo, el Ejército Rojo derrotó al movimiento Blanco y se creó la Unión Soviética en 1922. Durante la existencia de la Unión Soviética, el anticomunismo se convirtió en una característica importante de muchos movimientos políticos y gobiernos diferentes en todo el mundo.
En los Estados Unidos, el anticomunismo saltó a la fama durante el Primer Susto Rojo de 1919-1920. Durante las décadas de 1920 y 1930, conservadores, fascistas, liberales y socialdemócratas promovieron la oposición al comunismo en Europa. Los gobiernos fascistas se destacaron como principales oponentes del comunismo en la década de 1930. En 1936, el Pacto Antikomintern, inicialmente entre la Alemania nazi y el Imperio de Japón, se formó como una alianza anticomunista. En Asia, el Imperio de Japón y el Kuomintang (el Partido Nacionalista Chino) fueron las principales fuerzas anticomunistas en este período.
Durante la Segunda Guerra Mundial, la Unión Soviética comunista fue una de las principales naciones aliadas que lucharon contra las potencias del Eje. Poco después del final de la Segunda Guerra Mundial, la rivalidad entre la Unión Soviética marxista-leninista y los Estados Unidos liberal-capitalista resultó en la Guerra Fría. Durante este período, el gobierno de los Estados Unidos desempeñó un papel de liderazgo en el apoyo al anticomunismo global como parte de su política de contención. Los conflictos militares entre comunistas y anticomunistas ocurrieron en varias partes del mundo, incluso durante la guerra civil china, la guerra de Corea, la Emergencia Malaya, la guerra de Vietnam, la guerra soviético-afgana y la Operación Cóndor. La OTAN se fundó como una alianza militar anticomunista en 1949 y continuó durante la Guerra Fría.
Tras las revoluciones de 1989 y la disolución de la Unión Soviética en 1991, la mayoría de los gobiernos comunistas del mundo fueron derrocados y la Guerra Fría terminó. Sin embargo, el anticomunismo sigue siendo un importante elemento intelectual de muchos movimientos políticos contemporáneos. Los movimientos anticomunistas organizados siguen oponiéndose a la República Popular China y a otras naciones comunistas.

## Anticomunismo conservador
Ha habido numerosos conflictos entre los comunistas y los conservadores. La mayoría de las revoluciones comunistas han tenido lugar en países relativamente conservadores, y la mayoría de los gobiernos derrocados por los comunistas han sido gobiernos conservadores. El nacionalismo anticomunista ha aparecido generalmente por tres razones: defensa de los valores tradicionales, de la identidad nacional y de las estructuras sociales como parte del programa de los nacionalistas para preservar el poder y el prestigio nacional.
Dado que los comunistas dicen aspirar a una igualdad social extrema, son teóricamente opuestos a la monarquía, la aristocracia, y otras formas de privilegio hereditario. Al final del siglo XIX y al principio del XX, el primitivo movimiento comunista se enfrentó a las monarquías tradicionales que gobernaban en la mayoría de los países de Europa. Por entonces, los monárquicos eran los anticomunistas más prominentes, y muchas monarquías europeas ilegalizaron la expresión pública de ideas comunistas. La defensa del comunismo era ilegal en el Imperio ruso, el Imperio alemán y el Imperio austrohúngaro, las tres monarquías más poderosas de Europa continental antes de la Primera Guerra Mundial. Hasta el final del siglo XIX los monárquicos (excepto los constitucionalistas) creían que la desigualdad en la riqueza y en los derechos políticos formaban parte del orden divino.
Durante la Primera Guerra Mundial, en la mayor parte de las monarquías Europeas, estas ideas habían sido sustituidas por los movimientos liberales y nacionalistas que creían que los monarcas deberían ser cabezas simbólicas de la nación mientras que el poder real quedaría en manos de gobiernos elegidos. La monarquía más conservadora de Europa, el Imperio Ruso, fue reemplazada por la comunista Unión Soviética. La Revolución Bolchevique inspiró otras revoluciones comunistas por toda Europa durante los años 1917 a 1922. Muchas de ellas, como el Levantamiento Espartaquista en Alemania, fueron sofocadas por unidades militares monárquicas.
Los años 20 y 30 vieron el declive del conservadurismo tradicional. La primera línea del anticomunismo fue tomada por los entonces ascendentes movimientos fascistas por un lado, y por los conservadores liberales inspirados por Estados Unidos por otro. El comunismo siguió siendo un fenómeno fundamentalmente europeo, por lo que el anticomunismo estuvo también concentrado en Europa. Cuando grupos y partidos políticos comunistas empezaron a aparecer por todo el mundo, como en el República de China a finales de los años 20, sus oponentes fueron generalmente las autoridades coloniales o los movimientos nacionalistas locales.

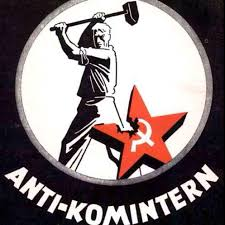
Cartel anti-Komintern

Después de la Segunda Guerra Mundial, el comunismo se convirtió en un fenómeno global, y el anticomunismo en parte integral de las políticas exterior e interior de los Estados Unidos y sus aliados de la OTAN. Los conservadores de posguerra abandonaron sus raíces monárquicas y aristocráticas, centrándose en la defensa del mercado libre, la propiedad privada, la cooperación entre las diferentes clases y la defensa de costumbres, valores y normas sociales tradicionales. Para esos conservadores el comunismo es peligroso por su intención de abolir la propiedad privada y su deseo de destruir las normas culturales tradicionales.
Los Estados Unidos nunca tuvieron un conservadurismo tradicional en el siglo XX. Por tanto, la ideología llamada conservadurismo americano no comparte el legado monárquico de sus equivalentes europeos. Por el contrario, está basado en el individualismo y una visión de la competición económica como beneficiosa para la sociedad, todo acompañado por fuertes sentimientos religiosos y de defensa de la familia tradicional. Los conservadores estadounidenses siempre se opusieron al comunismo, pero esta oposición solo se convirtió en una piedra angular del conservadurismo en los años 40 y 50. Los Estados Unidos hicieron del anticomunismo la principal prioridad de su política exterior, y muchos conservadores estadounidenses combatieron en su país todo aquello que les parecía influencia comunista. Esto llevó a la adopción de un conjunto de medidas en política interior conocidas colectivamente como «macartismo».
Durante la Guerra Fría, los gobiernos conservadores en Asia, África e Hispanoamérica buscaron al apoyo político y económico de los Estados Unidos. Algunos de éstos eran regímenes autoritarios que, según sus críticos, usaron el miedo al comunismo como medio de legitimar la represión, la supresión de los derechos individuales y la abolición de la democracia. Como ejemplos se podría citar Corea del Sur durante el mandato de Syngman Rhee, la República de China durante el de Chiang Kai-shek, Vietnam del Sur durante el de Ngô Đình Diệm, Indonesia durante el del general Suharto, Zaire durante el de Mobutu Sese Seko, Paraguay durante el de Alfredo Stroessner y Chile durante el de Augusto Pinochet
En los años 80, los gobiernos conservadores de Ronald Reagan en los Estados Unidos, Margaret Thatcher en Gran Bretaña y Brian Mulroney en Canadá siguieron una política exterior claramente antisoviética que es considerada por muchos[¿quién?] como la causa principal de la caída de la Unión Soviética y de la llegada del capitalismo a Europa Oriental y a otros países revolucionarios.

## Anticomunismo fascista y nacionalsocialista
La alternativa de su dominio pudo haber sido una Italia comunista que habría traído peligros y desgracias al pueblo italiano y a Europa.
Winston Churchill refiriéndose a Benito Mussolini (1951)

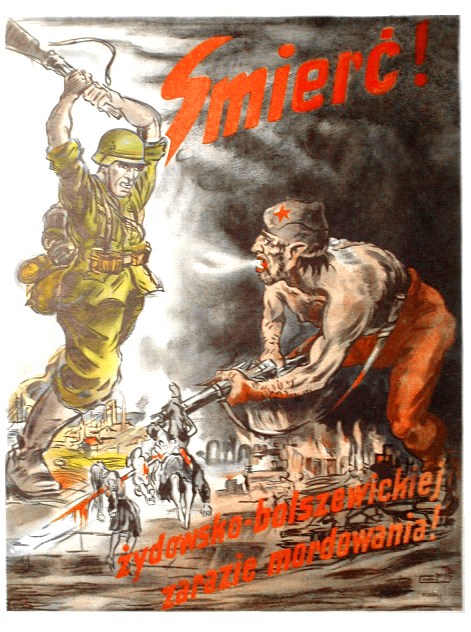
Cartel de propaganda antisemita y anticomunista de la Segunda Guerra Mundial en la Polonia ocupada por Alemania

El fascismo y el comunismo son sistemas políticos que alcanzan su cima tras la Primera Guerra Mundial. Historiadores del período entre la Primera Guerra Mundial y la Segunda Guerra Mundial como E. H. Carr o Eric Hobsbawm señalan que las democracias liberales estaban seriamente acosadas en este período y parecían ser una filosofía en extinción. El movimiento socialista se dividió cuando los líderes de los partidos socialdemócratas apoyaron la guerra, mientras que los partidarios de la Revolución rusa de 1917 formaron partidos comunistas en la mayoría de los países industrializados (y en muchos no industrializados).
Tras la Primera Guerra Mundial y la Revolución rusa, hubo sublevaciones socialistas y marxistas o amenazas de sublevaciones socialistas por toda Europa; la más notable fue la de Alemania, donde el Levantamiento Espartaquista en enero de 1919 fracasó. En Baviera, los comunistas derrocaron el gobierno y establecieron la República Soviética de Baviera, que duró unas pocas semanas en 1919. Una vida de brevedad similar tuvieron las repúblicas soviéticas que surgieron en otros estados alemanes y el gobierno soviético establecido en Hungría por Béla Kun en 1919.
Muchos historiadores consideran el fascismo como una reacción contra estos movimientos. El fascismo italiano, fundado y dirigido por el antiguo socialista Benito Mussolini, tomó el poder con la aquiescencia del rey Víctor Manuel III tras años de revueltas izquierdistas, y contó con el apoyo de muchos conservadores que temían que la revolución comunista fuese inevitable. Por toda Europa, numerosos aristócratas e intelectuales conservadores así como capitalistas y empresarios dieron su apoyo a movimientos fascistas que en sus respectivos países surgieron tomando como modelo el fascismo italiano. Mientras en Alemania, aparecieron grupos nacionalistas de extrema derecha, particularmente entre los Freikorps postbélicos, que fueron usados para aplastar tanto el Levantamiento Espartaquista como la República Soviética de Baviera. 

[El fascismo es] la decidida negación de aquella doctrina que constituyó la base del socialismo apodado  científico o marxista.
Benito Mussolini y Giovanni Gentile. La doctrina del fascismo (1932) p. 11

 Por lo que se refiere a las teorías políticas, Adolf Hitler describió en su libro Mi lucha su aversión a los que cree son los males gemelos del mundo: el marxismo y el judaísmo, y manifestaba que su propósito era erradicarlos.
Sin embargo, algunos autores anticomunistas disienten de la idea de que el fascismo fue una reacción contra los movimientos socialistas revolucionarios y en cambio se centran en lo que, para ellos, son similitudes esenciales entre el Estado Comunista y el Estado Fascista, tanto en la teoría como en la práctica, siendo conocida como la teoría del totalitarismo. El reconocido economista de la Escuela austriaca Friedrich Hayek, autor de Camino de servidumbre, argumentaba que los diversos movimientos totalitarios, incluyendo el fascismo y el comunismo, tienen unas raíces filosóficas comunes que nacen de su oposición al liberalismo del siglo XIX. Los defensores de estas teorías ven algo más que una coincidencia en el hecho de que el propio Benito Mussolini era marxista y miembro del Partido Socialista Italiano antes de la Primera Guerra Mundial, mientras que algunos ideólogos del fascismo, como Sergio Panunzio y Giovanni Gentile, tuvieron un pasado marxista o sindicalista que repudiaron en sus escritos posteriores. Aun así, estos autores reconocen que la teoría de ambas ideologías difieren en cual debe ser la base de la sociedad ideal (los comunistas enfatizan en la lucha de clases para conseguir una sociedad sin clases, mientras que los fascistas sugieren una solidaridad de clases nacional dirigida por un estado corporativo). Hayek afirma que aún en 1938, Hitler decía que el marxismo y el nacionalsocialismo eran prácticamente la misma cosa.
Con la llegaba de la Gran Depresión de los años 30, parecía que el liberalismo y el capitalismo liberal estaban condenados a desaparecer mientras los movimientos comunista y fascista crecían. Estos movimientos se oponían ferozmente el uno al otro y se enfrentaron frecuentemente. El ejemplo más notable de estos enfrentamientos fue la guerra civil española, que se convirtió parcialmente en una guerra subsidiaria entre los países fascistas y sus partidarios internacionales que apoyaban a Franco y el movimiento comunista (sostenido principalmente por la Unión Soviética) que, aliado con los anarquistas y los trotskistas, apoyaba al gobierno republicano.
Inicialmente, la Unión Soviética apoyó al idea de una coalición con las potencias occidentales contra la Alemania nazi, a la vez que fomentaba la formación de frentes populares en varios países contra los fascistas locales. Estas políticas tuvieron poco éxito debido a la desconfianza de las potencias occidentales (especialmente Gran Bretaña) hacia la Unión Soviética. El Pacto de Múnich entre Alemania, Francia y Gran Bretaña aumentó los temores soviéticos de que las potencias occidentales estaban tratando de obligarlos a llevar el peso de la lucha contra el nazismo. Los soviéticos cambiaron su política y negociaron un pacto de no-agresión con la Alemania de Hitler, conocido como el Pacto Ribbentrop-Mólotov en 1939. Más tarde los soviéticos alegaron que el pacto era necesario para ganar tiempo para prepararse para la guerra prevista contra Alemania. Sin embargo, algunos críticos dudan de esta afirmación, señalando que junto a la cláusula de no agresión, el pacto también establecía una amplia colaboración económica entre la Unión Soviética y Alemania, en la forma del Acuerdo Comercial Germano-Soviético, que suministraba a la Alemania nazi algunos de los materiales necesarios para construir su maquinaria de guerra. Este acuerdo de colaboración es recordado por los citados críticos para deducir que Stalin esperaba que la guerra fuese solo entre Alemania y los aliados occidentales, es decir, que la Unión Soviética mantuviera su neutralidad mientras sus dos grandes enemigos se destrozaban mutuamente.
En cualquier caso, está claro que Stalin no esperaba que los alemanes atacaran hasta 1942, por lo que fue sorprendido cuando la Alemania Nazi invadió la Unión Soviética en junio de 1941, con la Operación Barbarroja. El fascismo y el comunismo volvieron a ser enemigos mortales.

## Anticomunismo cristiano
La Iglesia católica tiene una larga historia de anticomunismo. El Catecismo de la Iglesia católica de 1992 afirma: "La Iglesia ha rechazado las ideologías totalitarias y ateas asociadas en los tiempos modernos al ‘comunismo’ o ‘socialismo’. Por otra parte, ha rechazado en la práctica el abuso del ‘capitalismo’, el individualismo y la primacía absoluta de la ley de mercado sobre el trabajo humano. La regulación de la economía por la sola planificación centralizada pervierte en su base los vínculos sociales; su regulación únicamente por la ley de mercado quebranta la justicia social, porque ‘existen numerosas necesidades humanas que no pueden ser satisfechas por el mercado’. Es preciso promover una regulación razonable del mercado y de las iniciativas económicas, según una justa jerarquía de valores y con vistas al bien común".
El papa Juan Pablo II fue un duro crítico del comunismo, y otros papas compartieron este punto de vista; por ejemplo, el papa Pío IX publicó en 1846 la encíclica papal Qui pluribus donde condenaba el comunismo (y también el liberalismo), reafirmando sus posiciones en la encíclica Quanta cura en la que llamaba al "comunismo y el socialismo" el error más fatal. Los sucesores de este último pontífice continuaron en la misma línea, publicando Pío XI la encíclica Divini Redemptoris (19 de marzo de 1937) contra dichas corrientes y llegando con Pío XII a un «endurecimiento de Roma frente al comunismo». Así, el 1 de julio de 1949 el Santo Oficio publicó un decreto en el que declaraba la excomunión ipso facto de los católicos de cualquier país que apoyasen esta doctrina política.
Durante la guerra civil española, la Iglesia católica se opuso a las fuerzas frentepopulistas y apoyó decisivamente al bando sublevado, calificando la guerra de «cruzada».

## Anticomunismo anarquista e izquierdista

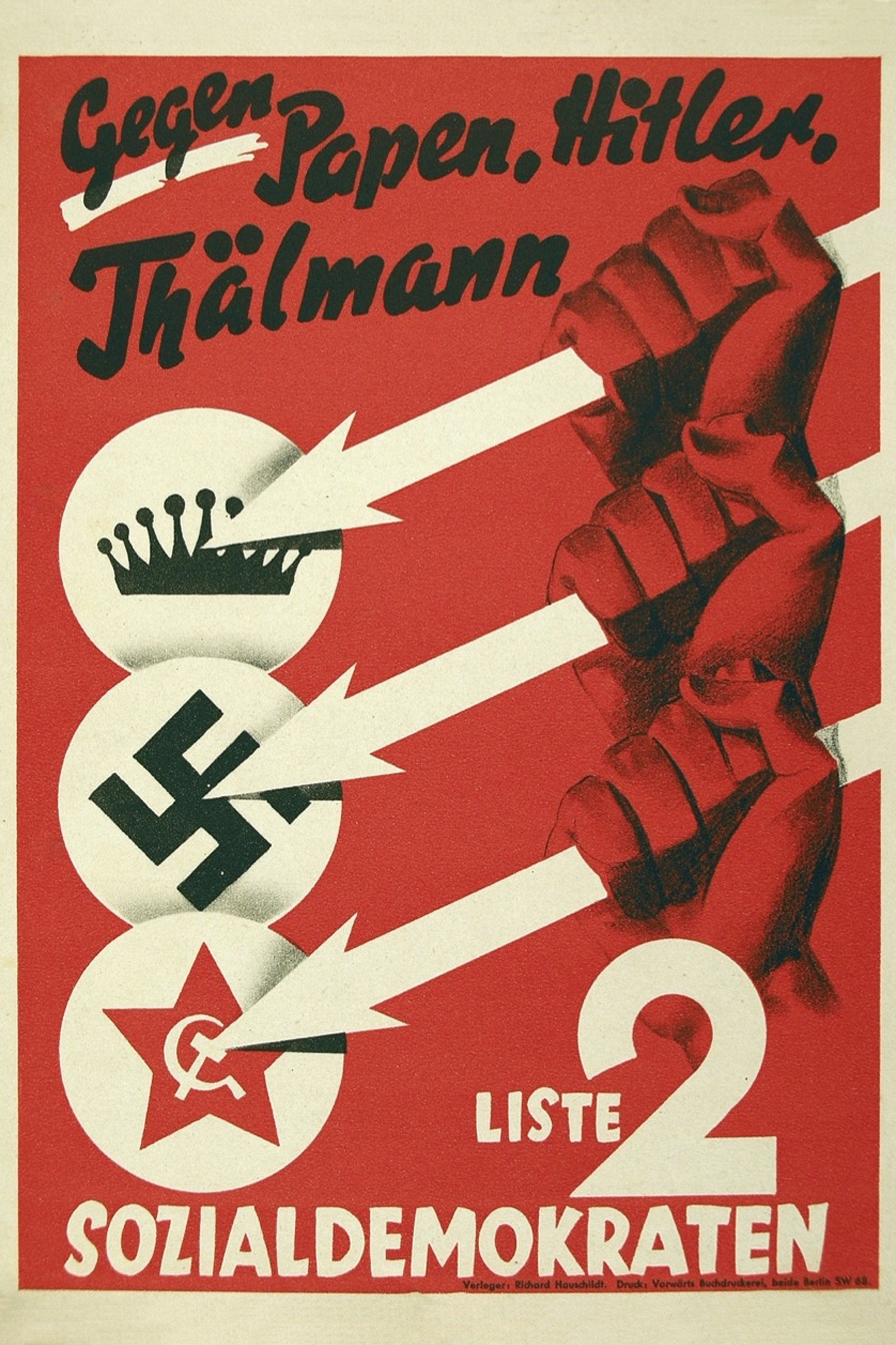
Afiche político del Partido Socialdemócrata de Alemania, en el cual cada flecha representa oposición al conservadurismo, al nacional socialismo y al comunismo.

Aunque muchos anarquistas (especialmente los anarcocomunistas) se describen a sí mismos como comunistas, todos los anarquistas critican el comunismo autoritario. Los comunistas libertarios coinciden con los demás comunistas en que el capitalismo es un herramienta de opresión, es injusto y debe ser destruido de una forma u otra. Los anarquistas, sin embargo, van más allá al decir que todo poder centralizado o coercitivo (no solo la riqueza) es dañino para el individuo. Por lo tanto, los conceptos de dictadura del proletariado, propiedad estatal de los medios de producción y otros similares del pensamiento marxista son un anatema para los anarquistas, independientemente de si el Estado en cuestión es democrático o no. Sin embargo, muchos otros anarquistas tienen críticas de corte individualista hacia el comunismo, a menudo desde puntos de vista individualistas, anarcocapitalista o desde corrientes como el libertarismo, que es una sub-rama del anarcocapitalismo que consiste en una tendencia contracultural de este, cuya única diferencia es que a pesar de apoyar el Mercado como una contraparte al Estado y sus servicios, igualmente su lucha no se centra en ello a pesar de que esta si incluya la sustitución del Estado por el Mercado al igual que en el anarcocapitalismo.
Son famosos los debates en la Primera Internacional entre Mijaíl Bakunin y Karl Marx. Mientras la filosofía de Bakunin debía mucho a la crítica del capitalismo de Marx, sus ideas divergían en cómo debía organizarse la sociedad post-capitalista. Bakunin veía el Estado Marxista simplemente como otra forma de opresión: "La cuestión es que si el proletariado gobierna, ¿sobre quién gobierna? Esto significa que quedará otro proletariado que estará subordinado a esta nueva dominación, a este nuevo estado." Detestaba la idea de un partido-vanguardia que dirigiera a las masas desde arriba, y argumentaba "cuando el pueblo está siendo golpeado con un palo, no es más feliz si el palo es el 'Palo del Pueblo'".
Los anarquistas al principio consideraron la Revolución Bolchevique como un ejemplo de cómo los trabajadores pueden tomar el poder por sí solos, y, de hecho, tomaron parte en la revolución (véase Anarquismo en Rusia). Pero pronto fue evidente que los bolcheviques y los anarquistas tenían ideas muy diferentes sobre el tipo de sociedad que querían construir. La anarquista Emma Goldman, por ejemplo, deportada desde Estados Unidos a Rusia en 1919, al principio fue una entusiasta de la Revolución, pero pronto perdió el entusiasmo y empezó a escribir su libro Mi desilusión con Rusia. El que quizá era el más famoso anarquista ruso de la época, Piotr Kropotkin, criticó incisivamente la emergente burocracia bolchevique en unas cartas que escribió a Lenin (quien alguna vez le había visitado en su casa).  En 1920 escribió: "[una dictadura de partido] es decididamente perjudicial para la construcción de un nuevo sistema socialista. Lo que se necesita es una construcción local por fuerzas locales" y "Rusia se ha convertido en una República Asamblearia sólo de nombre" (refiriéndose al dominio de los comités de Partido Bolchevique sobre los sóviets —‘consejos’— de campesinos y trabajadores).
Los anarquistas a menudo citan el aplastamiento de la Rebelión de Kronstadt, en la que el Ejército Rojo contraatacó una comuna anarquista y derrotó un levantamiento de marineros soviéticos descontentos con el gobierno bolchevique, como un ejemplo específico de la tiranía que ellos veían en el gobierno bolchevique. La epidemia de tifus y el subsiguiente aplastamiento del debilitado "Ejército Negro" anarquista de Néstor Majnó en Ucrania es también una acción de los primeros bolcheviques de triste recuerdo para los anarquistas.

## Anticomunismo en Sudamérica
Durante la década de 1970, las juntas militares de derecha de América del Sur implementaron bajo influencia de Estados Unidos, la Operación Cóndor, una campaña de represión política que involucró decenas de miles de asesinatos políticos, detenciones ilegales y torturas de simpatizantes comunistas. La campaña tenía como objetivo erradicar las presuntas influencias comunistas y socialistas en sus respectivos países y controlar la oposición contra el gobierno, lo que resultó en un gran número de muertos. Los gobiernos participativos incluyen Argentina, Bolivia, Paraguay, Brasil, Chile y Uruguay, con apoyo limitado de Estados Unidos.

### Brasil

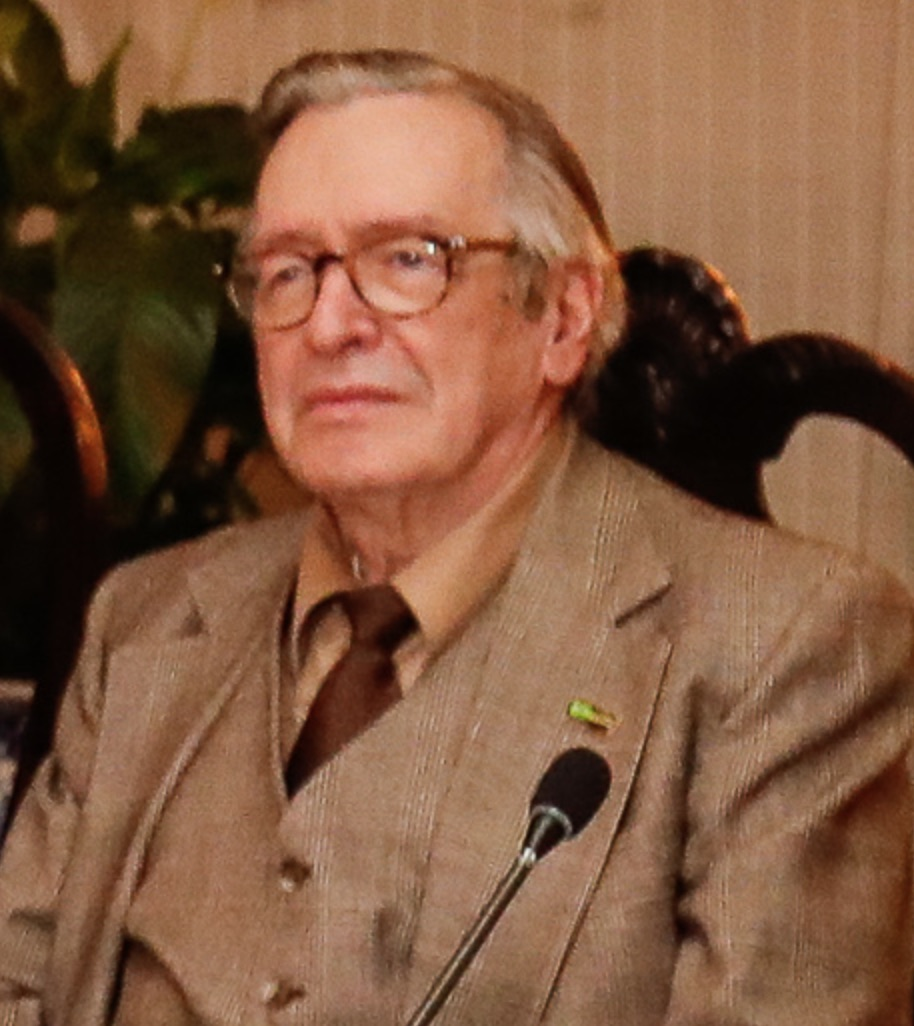
Olavo de Carvalho, filósofo anticomunista brasileño.

En las elecciones generales brasileñas de 2018, la campaña de Jair Bolsonaro pintó al candidato Fernando Haddad, al expresidente Luiz Inácio Lula da Silva y al Partido de los Trabajadores de izquierda como comunistas, alegando que podían convertir a Brasil en "una Venezuela". El lema "Nuestra bandera nunca será roja" ha sido un símbolo del anticomunismo en Brasil, llegando incluso a ser pronunciado por el propio Bolsonaro durante su discurso de investidura.
El anticomunismo en Brasil está representado principalmente por partidos políticos de derecha y extrema derecha como la Alianza por Brasil de Bolsonaro, el Partido Social Liberal, el Partido Social Cristiano, Patriota, el Partido Renovador Laboral Brasileño, Podemos y el Partido Nuevo.

### Argentina
En 1961, la Organización Estadounidense para la Salvaguardia de la Moralidad recibió el respaldo del presidente argentino Arturo Frondizi, quien vio al grupo como un avance positivo en la lucha contra el comunismo. Las mujeres católicas conservadoras se convirtieron en la base del sentimiento anticomunista de la nación, viéndose a sí mismas como protectoras de la juventud contra la degeneración moral. Las ideas de la familia tradicional y del anticomunismo se vincularon cada vez más en la mente de estas mujeres, especialmente a medida que el Vaticano aumentó su mensaje anticomunista. En 1951, se creó la "Liga de Madres". Este grupo de mujeres tenía como objetivo contrarrestar las fuerzas del liberalismo y el comunismo y proteger las instituciones sociales tradicionales que consideraban que estaban siendo atacadas por el comunismo. Este grupo funcionó como una organización filantrópica y un perro guardián sociopolítico. El coronel Rómulo Menéndez escribió en Círculo Militar, "los comunistas quieren romper la familia, mediante el divorcio, las ideas sobre la comunicación entre sus miembros y la ruptura de la autoridad del padre". La Revolución Argentina de 1966-1973 llevó al poder al general Juan Carlos Onganía. El régimen de Onganía siguió políticas orientadas a la planificación social sobre la base de que el comunismo destruye las instituciones sociales tradicionales. Esto llevó al nuevo gobierno a cambiar la estructura de gobierno de las universidades de una estructura igualitaria a una jerárquica, afirmando que las propias estructuras de gobierno imbuían a los estudiantes con el mensaje del comunismo. El nuevo gobierno también criminalizó a ciertos estudiantes y profesores y prohibió las federaciones de estudiantes.

### Chile

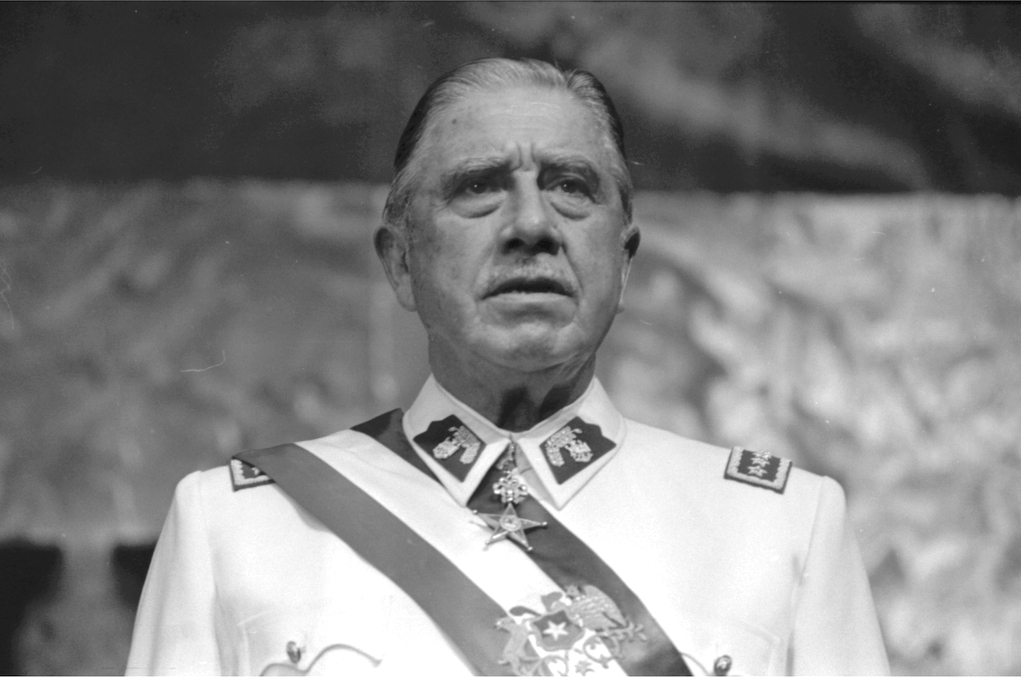
Augusto Pinochet, general chileno que derrocó al gobierno del presidente Salvador Allende instaurando una dictadura derechista militar.

El Comité Chileno por la Libertad Cultural, una rama del Congreso por la Libertad Cultural, se opuso activamente a la Sociedad Chilena de Escritores sobre la base de que albergaba un sentimiento prosoviético y procomunista. El Comité Chileno por la Libertad Cultural colocó a sus miembros en diferentes órganos de medios e instituciones sociales en Chile para abogar contra el comunismo. Carlos Baráibar, líder del Comité Chileno por la Libertad Cultural, criticó con frecuencia al famoso escritor comunista y presidente de la Sociedad Chilena de Escritores, Pablo Neruda. En 1947, el presidente chileno Gabriel González Videla emprendió una acción estatal para distanciar a Chile del comunismo. Internacionalmente, Chile se volvió hostil a los países comunistas. A nivel nacional, el Partido Comunista fue ilegalizado y las organizaciones sindicales comunistas fueron desmanteladas, lo que obligó a muchos comunistas, como Pablo Neruda, a huir de Chile. En 1959, el Comité Chileno por la Libertad Cultural tuvo éxito en las elecciones a la junta directiva de la Sociedad Chilena de Escritores, reemplazando a Neruda y su grupo de simpatizantes comunistas con Alejandro Magnet, un partidario del partido centrista demócrata cristiano.

## Anticomunismo en América

### X Conferencia Interamericana
En marzo de 1954 la Organización de los Estados Americanos (OEA) lleva a cabo en Caracas (Venezuela), la X Conferencia Interamericana en la que se emite la "Declaración de Caracas" donde se declara como enemigo al "movimiento comunista internacional" y se le considera como una amenaza a la soberanía y un peligro para la paz: “La dominación o el control de las instituciones políticas de cualquier Estado del continente americano por el movimiento comunista internacional, que extienda a este hemisferio el sistema político de un poder extracontinental, constituiría una amenaza a la soberanía e independencia política de los Estados americanos, poniendo en peligro la paz del continente, y exigiría la realización de una reunión de consulta para considerar la adopción de una acción apropiada de acuerdo con los tratados existentes”. La tesis anticomunista de la declaración fue la que redactó y propuso el secretario de Estado de Estados Unidos Jhon Dulles (hermano mayor de Allen Dulles, primer director civil de la CIA de 1953 -1959); Argentina y México se abstuvieron de votar esta declaración y Guatemala fue el único voto en contra, considerando que la declaración en realidad abría la posibilidad de intervención de Estados Unidos en los asuntos internos de otros países; el observador diplomático de Italia consideró que los representantes de Estados Unidos iban mal preparados para la Conferencia, existían fuertes diferencias y contradicciones internas, además la oposición de estos tres países había logrado mermar la influencia de Estados Unidos, aun cuando al final todos excepto los tres mencionados votaran a favor de la propuesta de Estados Unidos, por cuanto al parecer del diplomático italiano no existió un liderazgo fuerte en contra de Estados Unidos.

### Expulsión de Cuba de la OEA
Del 22 al 31 de enero de 1962, en Punta del Este (Uruguay), a petición de Colombia del 9 de noviembre de 1961 en la cual solicitaba "la convocación de una Reunión de Consulta de Ministros de Relaciones Exteriores, de acuerdo con el Artículo 6° del Tratado Interamericano de Asistencia Recíproca, para considerar las amenazas a la paz y a la independencia política de los Estados Americanos que puedan surgir de la intervención de potencias extracontinentales encaminadas a quebrantar la solidaridad americana"; se realiza la "VIII Reunión de Consulta de Ministros de Relaciones Exteriores" de miembros de la OEA, órgano asesor del TIAR, donde se expulsa a Cuba de la OEA, bajo la aplicación de una doctrina anticomunista, en la cual se considera que “el comunismo es un peligro para la unidad interamericana” y que “los principios del comunismo son incompatibles con los del Sistema Interamericano”, que los Estados Americanos se hallan unidos en pro del objetivo común de “contrarrestar la acción subversiva del comunismo internacional” y se les dice a los Estados miembros que “adopten las medidas que estimen convenientes a los efectos de su legítima defensa individual o colectiva, y cooperen según sea necesario o conveniente, con el fin de fortalecer su capacidad de contrarrestar las amenazas o los actos de agresión, subversión u otros peligros para la paz y la seguridad que resulten de la intervención continuada en este Continente de las potencias chino-soviéticas”; en esta acta final resuelven:
1. Que la adhesión de cualquier miembro de la Organización de los Estados Americanos al marxismo-leninismo es incompatible con el Sistema Interamericano y el alineamiento de tal gobierno con el bloque comunista quebranta la unidad y la solidaridad del Hemisferio.
2. Que el actual Gobierno de Cuba, que oficialmente se ha identificado como un gobierno marxista-leninista, es incompatible con los principios  propósitos del Sistema Interamericano. México y Ecuador presentaron objeciones a la expulsión de Cuba por considerar que no se ajustaban al reglamento de la OEA y que para expulsarla debían primero modificar el reglamento pero por mayoría se determinó la expulsión de Cuba.[21]

#### Bandera anticomunista para Cuba
El 1 de julio, un grupo de cubanos liderados por Ovidio Escalona, exiliado en Suecia, provocaron una polémica en las redes sociales, al apoyar la creación y difusión de una bandera que denominan “Cubana Anti-Castrista y Anti-Comunista”.
La bandera “de las 4 estrellas” está compuesta por dos franjas horizontales del mismo tamaño, de color blanco en la parte superior y de azul marino en la inferior. En el borde más cercano al mástil figura un triángulo equilátero de color rojo que contiene en su centro una estrella blanca de 5 puntas y tres estrellas color amarillo con cinco puntas cada una, situadas cerca de los vértices del triángulo.
La bandera anticomunista fue presentada mediante un manifiesto el 25 de julio de 2020 en la página de Ovidio Pavel Escalona Damas

#### Anticomunismo en los Estados Unidos y la Guerra Fría

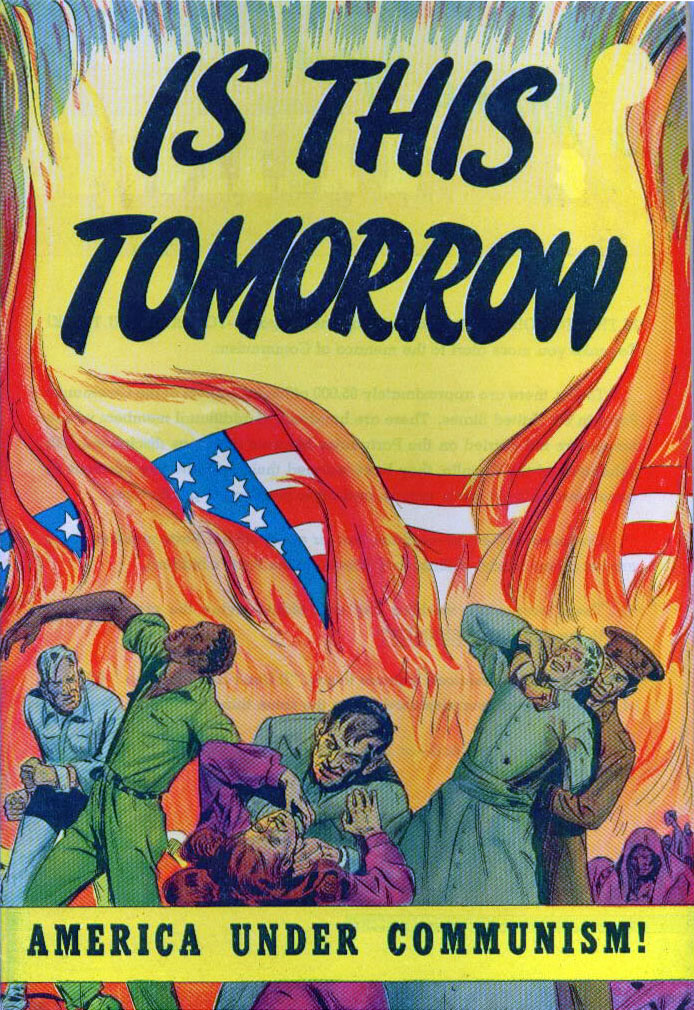
Portada del cómic de propaganda de 1947 Is This Tomorrow

Las primeras grandes muestras de anticomunismo en los Estados Unidos tuvieron lugar entre 1919 y 1920, durante el mandato de Alexander Mitchell Palmer como fiscal general de los Estados Unidos, quien fue uno de los primeros en usar la expresión "Peligro Rojo".
Tras la Segunda Guerra Mundial y ante el poder que adquirió la Unión Soviética, muchas de las objeciones al comunismo ganaron fuerza debido a la declaración de los comunistas de que su ideología era universal. Los temores de muchos anticomunistas de los Estados Unidos de que el Comunismo podría triunfar por todo el mundo e incluso llegar a ser una amenaza directa al gobierno de los Estados Unidos. Este punto de vista condujo a la elaboración de la Teoría del dominó, según la cual la toma del poder por los comunistas en cualquier nación no podía ser tolerada porque produciría una reacción en cadena que llevaría a la toma del poder por los comunistas en el mundo entero. Hubo temores de que naciones poderosas como la Unión Soviética y la República Popular China estaban usando su poder para instaurar por la fuerza regímenes comunistas en otros países. La expansión de la Unión Soviética por Europa Central tras la Segunda Guerra Mundial se vio como una evidencia de esto. Estas acciones llevaron a muchos políticos a adoptar una especie de anticomunismo pragmático, oponiéndose a esta ideología como forma de limitar la expansión del área de influencia de la Unión Soviética, denominada imperio soviético por sus detractores. La política estadounidense de parar cualquier nueva expansión comunista fue conocida como contención.
El gobierno de los Estados Unidos solía justificar su anticomunismo aludiendo a la falta de respeto por los derechos humanos en los estados comunistas, como en la Unión Soviética, la China maoísta, la Camboya de los Jemeres Rojos dirigidos por Pol Pot, y Corea del Norte, porque estos estados mataron millones de sus propios ciudadanos y suprimieron las libertades públicas para la población superviviente.
El anticomunismo cambió significativamente tras la caída de la Unión Soviética y los regímenes comunistas del Bloque del Este entre 1989 y 1991, ya que el temor a una toma del poder mundial por los comunistas prácticamente desapareció. Queda algo de anticomunismo en la política exterior estadounidense hacia Cuba, China y Corea del Norte. En el caso de Cuba, los Estados Unidos siguen manteniendo sanciones económicas contra el régimen de la isla en una política que tiene más detractores que partidarios en el extranjero, pero que tiene un sustancial apoyo en los Estados Unidos, particularmente de los votantes de origen cubano, entre los que hay muchos exiliados que viven en Florida que se oponen a cualquier normalización con el Gobierno cubano.

### Discurso del Presidente John F. Kennedy
En 1962, el presidente de Estados Unidos, John F. Kennedy dijo en un discurso en la Academia Militar de West Point: “La subversión es otro tipo de guerra, nuevo en su intensidad aunque de antiguo origen (...) Cuando debemos contrarrestar este tipo de guerra, estamos obligados a emplear una nueva estrategia, una fuerza militar diferente, lo que requiere una preparación y adiestramiento militar nuevos y distintos”, con lo que Estados Unidos se compromete a difundir en sus tropas y en las fuerzas militares aliadas su "nueva estrategia", enfocada en el elemento "contrainsurgente", de donde nace la idea del "enemigo interno" (el anticomunismo, antisovietismo) y una nueva Doctrina denominada de Seguridad Nacional; otros elementos de la estrategia contrainsurgente son las operaciones sicológicas (o guerra sicológicas), cuyo fundamento está en la utilización de la amenaza y el terror "para lograr la cooperación civil o al menos para desarticular y revertir el apoyo dado a la insurgencia"

### Doctrina "Ronald Reagan" (1980-1989)
Reagan derrota en las elecciones de 1980 al presidente Jimmy Carter (1977-1981), que intentaba reelegirse, ambos tenían diferencias respecto a la política exterior con la URSS y sobre la defensa de los derechos humanos, es por eso que las relaciones con Latinoamérica cambian profundamente: “Se pasa de una política de convivencia con el comunismo a un enfrentamiento directo”. (...) durante la presidencia de Carter tuvo una política exterior basada en la contención de la URSS, Carter firmó el acuerdo del SALT II y continua con la política de acercamiento con China iniciada por Nixon, disminuye el presupuesto militar y la presencia de tropas y armas de Corea del Sur. Carter retiró el apoyo al régimen de Somoza en Nicaragua, que era respaldado por Estados Unidos e hizo críticas al gobierno de facto de Alfredo Stroessner en Paraguay y al de Augusto Pinochet en Chile. En definitiva Reagan fortalece nuevamente el discurso anticomunista de antaño, señala directamente a la URSS como su enemigo al que denomina el Imperio del Mal y enemigo de toda América, critica la anterior administración por considerar que debilitó la posición de Estados Unidos al aplicar los DDHH como absolutos, y condenar y apartarse de aliados estratégicos en América que violaban esos derechos, por tal razón Reagan considera los DDHH como algo relativo, que deben respetar sus enemigos pero no sus aliados. Reagan es el primer presidente en basarse en los Documentos de Sante Fe, usándolos como un programa a seguir durante su gobierno, tomando medidas de bajo riesgo o baja intensidad para combatir el comunismo, operaciones encubiertas que evitaran la relación directa con Estados Unidos, la promoción de un "culto" hacia el modo de vida estadounidense para contrarrestar la influencia soviética y el entrenamiento en territorio estadounidense de los militares de los ejércitos aliados del continente americano, donde aprenderían no solo a admirar a Estados Unidos sino a defenderlo con la tortura, la crueldad y la barbarie en sus respectivos países. Reagan invade la isla de Granada al norte de Venezuela para evitar que construyan un aeropuerto que podría usar la URSS y Cuba para repostar sus aviones, invade Panamá para tomar control del canal y los dos mares legitimándose en la OEA, promueve una estrategia de mercenarios, paramilitares, o grupos armados contrainsurgentes, para liquidar bajo operaciones todo vestigio de comunismo en América, reflejado en Nicaragua con la creación de los grupos de "contras" para impedir primero el ascenso del FSLN y luego para intentar derrocarlo. Reagan nombró como su embajador en Colombia Lewis Tambs, uno de los redactores del documento SantaFe I, y además miembro de la Liga Mundial Anticomunista

## Anticomunismo liberal o democrático
Los gobiernos del socialismo real del siglo XX, de orientación comunista, fueron fuertemente criticados por liberales europeos, debido a que se les acusaba de ser totalitarios. Movimientos democráticos en contra de gobiernos autoproclamados comunistas se dieron en diversas partes del mundo en la década de los años 80 del siglo XX aprovechado los cambios producidos en la Unión Soviética bajo el gobierno de Mijaíl Gorbachov, algunos de ellos en:
- República Popular China
- Polonia
- Alemania Oriental
- Checoslovaquia
- Hungría
- Bulgaria
- Rumania

## Anticomunismo contemporáneo
Numerosos think tanks conservadores, así como medios de comunicación conservadores, han seguido sosteniendo algunos de los argumentos clásicos del anticomunismo, basándose en fracasos económicos y violaciones de los derechos humanos ocurridos en regímenes cuya ideología oficial era el comunismo. Sin embargo, algunos puntos tradicionales promovidos inicialmente por movimientos comunistas europeos como la amplia educación pública y la protección del estado de las personas de renta baja han sido ampliamente adoptados en los países capitalistas de renta alta. Por esa razón, el anticomunismo contemporáneo está más centrado en otros aspectos como la conveniencia de un sector industrial público o hasta qué punto conviene la existencia de redistribución de la renta.

## Objeciones teóricas al comunismo
Una de las ideas centrales del marxismo es el llamado materialismo histórico, una metodología para el estudio de la historia que sostiene que en las sociedades humanas los factores materiales y la tecnología han moldeado el desarrollo de las mismas. Así la explicación marxista tradicional divide la historia humana en una serie de períodos o fases, en términos del modo de producción predominante en cada período. La transición de una fase a la siguiente, incluiría la descomposición del orden socioeconómico existente asociado al viejo modo de producción. Esta idea fue introducida por Georg Wilhelm Friedrich Hegel, y Karl Marx la reelaboró para formular sus reflexiones. Amparándose en un razonamiento materialista del mismo tipo que se usó para explicar la transición del feudalismo al capitalismo moderno, el marxismo ortodoxo encontró motivos objetivos para predecir el agotamiento del sistema económico capitalista, y sugerir que este sistema podría ser sucedido por un sistema de tipo socialista. Por último, ciertas corrientes marxistas asumen que el socialismo podría ser seguido por el comunismo, del cual Karl Marx afirmaba que no podría ser mejorado porque no tendría contradicciones internas.
La mayoría de los anticomunistas rechaza el concepto de materialismo histórico, o al menos no cree que la aparición del socialismo y el comunismo sean inexorables tras una eventual evolución del capitalismo industrial. Algunos anticomunistas ponen en tela de juicio la idea de Karl Marx de que el estado solo desaparecerá en una auténtica sociedad comunista.[cita requerida]
Otros críticos anticomunistas no creen que, tal como sugieren ciertas reflexiones dentro de la teoría económica marxista, que en las sociedades capitalistas, la burguesía acumulará una cantidad siempre creciente de capital y bienes, mientras que las clases más bajas se harán más y más dependientes de los clases dominantes quedando al amparo de estas al no tener más remedio que vender su fuerza de trabajo por salarios miserables. Los anticomunistas, arguyendo que esta hipótesis es equivalente a la frase "los ricos se harán cada vez más ricos y los pobres más pobres", señalan el incremento general del nivel de vida en los países industrializados de Occidente como prueba de que, en contra de lo predicho por Karl Marx, tanto los ricos como los pobres se enriquecen de forma constante. Hay, sin embargo, un ataque comunista a esta objeción. Se basa un argumento anticipado en el libro de Lenin El imperialismo, fase superior del capitalismo. En dicho libro Lenin predecía, a la vista del ascenso del imperialismo de principios del siglo XX, que la lucha de clases adquiriría una dimensión internacional, produciendo una división internacional del trabajo en que los países más ricos y los países más pobres orientarían su producción hacia sectores diferentes. Muchos miembros de la Izquierda moderna afirman que esta tendencia se ha visto confirmada en los años recientes, y mientras las economías occidentales se desarrollan, las de los países del tercer mundo son comparativamente más pobres existiendo una brecha cada vez mayor.
Por otro lado, la crítica anticomunista no toma en cuenta las medidas sociales que se introdujeron después de la Segunda Guerra Mundial, con la introducción de la socialdemocracia y el modelo keynesiano, que paliaron la desigualdad creciente que produce el sistema capitalista. De hecho, tras el abandono del keynesianismo y el resurgimiento del modelo liberal, o "neoliberal", la desigualdad económica entre la población de un mismo país se ha vuelto a disparar, lo cual se puede ver reflejado en prácticamente todos los países que abrazaron dicho modelo.
Los comunistas también alegan que el occidente industrializado se aprovecha inmensamente de la explotación del tercer mundo mediante la globalización, que la brecha entre los países capitalistas ricos y pobres (a veces llamada brecha Norte-Sur) ha aumentado mucho en los últimos cien años, y que los países capitalistas pobres son muchos más que los ricos.
La respuesta de los anticomunistas a este argumento es señalar algunos ejemplos de países de renta baja que han logrado salir de la pobreza en las últimas décadas con sistemas capitalistas, especialmente los llamados dragones asiáticos, India e incluso la teóricamente comunista China (aunque es discutible que esos sistemas hayan sido ejemplos de capitalismo liberal, habiendo tenido el capitalismo de estado un papel importante). Los anticomunistas también citan numerosos ejemplos de regímenes comunistas del Tercer Mundo que no lograron ni desarrollo ni crecimiento económico, como el régimen de Mengistu Haile Mariam en Etiopía o el del gobierno de Corea del Norte. Algunos comunistas, como los trotkistas, aunque están de acuerdo en que el imperialismo perjudicó esos países, también dicen que Etiopía y Corea del Norte nunca fueron comunistas, que solo fueron estalinistas, es decir, que han sido gobernados por un puñado de burócratas que decían actuar por el interés del pueblo pero que realmente lo traicionaron, llegando a ser más opresivo para sus clases trabajadoras.

## Anticomunismo como pretexto
Ocasionalmente aprovechando corrientes de opinión públicas favorables al anticomunismo, como las que existieron durante la guerra fría en Estados Unidos, la excusa de una supuesta agresión comunista o un peligro comunista ha sido usada como pretexto para intervenciones bélicas, particularmente por parte de diversos gobiernos de Estados Unidos. A este respecto la "amenaza comunista" se usó infundadamente para justificar:
- El Golpe de Estado en Guatemala de 1954 contra Jacobo Árbenz, que no pertenecía al partido comunista, pero cuya política afectaba a la  United Fruit Company compañía asociada, propiedad de personas vinculadas a dirigentes de la CIA como Allen Dulles.
- Se ha argumentado que el apoyo de Estados Unidos a diversas dictaduras europeas como la del General Francisco Franco (España), António de Oliveira Salazar (Portugal) o la Dictadura de los Coroneles (Grecia) se debió a la faceta anticomunista estos regímenes que les permitieron sobrevivir períodos prolongados, especialmente en los dos primeros casos, en mitad de las democracias.
- La Invasión de Granada de 1983, contra Maurice Bishop. Ronald Reagan insistió en que el gobierno de Bishop suponía una amenaza real contra Estados Unidos y un sector de la opinión pública llegó a considerar creíble la amenaza a pesar del insignificante potencial militar y económico de Granada, un pequeño estado situado en el Caribe.
- El apoyo financiero y militar a los contras (1981-1990) un grupo de insurgentes nicaragüenses financiado por Estados Unidos que protagonizó ataques contra fuerzas de seguridad del gobierno sandinista de Nicaragua.
- La creación de la Alianza Anticomunista Argentina en la Argentina durante el último gobierno de Juan Domingo Perón e Isabel Perón, impulsada por el ministro López Rega.